# 한광형
한광형(1966년 5월 18일~)은 대한민국의 권투 선수이다. 1988년 하계 올림픽에 참가했으며, 제13회 킹스컵 복싱 선수권 대회에서 금메달을 획득했다.